# 14 a. C.
El año 14 a. C. fue un año común comenzado en jueves o viernes, o un año bisiesto comenzado en miércoles, jueves, o viernes (las fuentes difieren) del calendario juliano. También fue un año común comenzado en martes del calendario juliano proléptico. En aquella época, era conocido como el Año del consulado de Craso y Léntulo (o menos frecuentemente, año 740 Ab urbe condita).

## Acontecimientos
- Fundación de la ciudad romana de Asturica Augusta (Astorga), León, España.
- Fundación de la ciudad romana de César Augusta (Zaragoza, España).
- Fundación de la ciudad romana de Astigi (Colonia Augusta Firma Astigi) Écija, Sevilla, España.